# Saltos ornamentais no Campeonato Europeu de Esportes Aquáticos de 2016 - Plataforma 10 m sincronizado masculino
A prova da plataforma 10 m sincronizado masculino dos saltos ornamentais no Campeonato Europeu de Esportes Aquáticos de 2016 ocorreu no dia 12 de maio em Londres, no Reino Unido. 

## Calendário
| Fase  | Data       | Hora  |
| ----- | ---------- | ----- |
| Final | 12 de maio | 21:13 |

Todos os horários estão no horário local (UTC+0)

## Medalhistas
| Ouro                                       | Prata                                       | Bronze                                           |
| Alemanha · Sascha Klein · Patrick Hausding | Reino Unido · Tom Daley · Daniel Goodfellow | Ucrânia · Oleksandr Horshkovozov · Maksym Dolgov |

## Resultados
Esses foram os resultados da competição.
| Pos.              | Saltador                             | Nacionalidade |        |
| Pos.              | Saltador                             | Nacionalidade | Pontos |
| ----------------- | ------------------------------------ | ------------- | ------ |
| Medalha de ouro   | Sascha Klein Patrick Hausding        | Alemanha      | 445.26 |
| Medalha de prata  | Tom Daley Daniel Goodfellow          | Reino Unido   | 444.30 |
| Medalha de bronze | Oleksandr Horshkovozov Maksym Dolhov | Ucrânia       | 429.75 |
| 4                 | Viktor Minibaev Roman Izmailov       | Rússia        | 426.51 |
| 5                 | Vadim Kaptur Yauheni Karaliou        | Bielorrússia  | 395.28 |
| 6                 | Alexis Jandard Loïs Szymczak         | França        | 373.50 |
| 7                 | Andreas Larsen Martin Christensen    | Dinamarca     | 361.20 |
| 8                 | Mattia Placidi Vladimir Barbu        | Itália        | 326.73 |